# Nod (marinărie)
Nodurile sunt legături făcute cu o parâmă sau mai multe, pentru împreunare sau legare de un școndru, cârlig, inel, etc. Tehnicile executării nodurilor își au originile din vremuri preistorice. Există mai multe tipuri de noduri cum sunt nodurile marinărești, noduri utilizate în alpinism, speologie, în escaladă, în salvare, noduri pescărești etc.

Orice nod trebuie să îndeplinească două condiții: să fie rezistent și să se desfacă cu ușurință. Nodurile reduc sarcina de rupere a parâmelor cu 25...65%.
Tipurile de noduri mai des utilizate sunt: 
- noduri de împreunare
- noduri de legătură
- noduri de cârlig
- noduri speciale.
- noduri decorative

## Noduri de împreunare
Nodurile de împreunare se folosesc pentru unirea a două parâme de grosimi aproximativ egale. Cele mai frecvent folosite sunt:
- nodul lat: este folosit la legarea a două parâme subțiri de aceeași grosime; se dezleagă cu greutate;
- nodul lat cu dublin: este executat în același fel ca nodul lat, numai că se lasă o buclă (un dublin) care ajută să se desfacă mai ușor;
- nodul de pescar: este folosit la unirea a două capete de saulă, merlin, sau lusin; nu se folosește la parâme groase;
- nodul de înnăditură: se poate face cu ochiuri sau cu scaune.

## Noduri de legătură
Nodurile de legătură se folosesc la fixarea unui capăt de parâmă pentru legarea, susținerea sau ridicarea unor obiecte. Dintre acestea pot fi menționate:
- nodul simplu sau jumătate nod: este folosit pentru fixarea capătului unei parâme care nu este supus tracțiunii
- nodul opt: se face la capătul unei parâme pentru a nu se dezrăsuci și de a nu trece printr-o macara;
- nodul de școtă: este folosit pentru prinderea unei parâme de un ochi matisit sau gașă; poate fi simplu sau dublu;
- nodul de scaun: folosit pentru susținerea sau asigurarea scafandrilor sau altor persoane care lucrează în afara bordului; acesta poate fi: 
  - simplu,
  - alunecător,
  - pe dublin
  - dublu;
- nodul de foarfecă: este folosit pentru a lega două parâme sau o parâmă de un școndru; rezistă la tracțiune puternică și poate fi simplu sau dublu
- nodul de școndru: se compune dintr-un laț și o jumătate de ochi și se folosește pentru remorcarea școndrilor
- nodul jumătate ochi: este folosit pentru a împiedica o parâmă de a se dezrăsuci
- nodul de ancoră: este folosit pentru legarea unei parâme de inelul unei ancore; constă din mai multe volte luate pe inelul ancorei și apoi din două jumătăți de ochi pe parâma care întinde; capătul scurt se poate fixa cu o legătură
- nodul alunecător: este folosit la prinderea parâmei de un obiect sau a unui obiect în afara bordului.

## Noduri de cârlig
Nodurile de cârlig se folosesc pentru legarea unui capăt de parâmă la un cârlig, fie pentru suspendarea parâmei, fie pentru ridicarea unor obiecte. Nodurile de cârlig utilizate mai des la lucrările sub apă sunt:
- nodul de cârlig dublu: este folosit la prinderea rapidă a unei parâme de un cârlig; nu se recomandă folosirea nodului de cârlig simplu
- nodul de școtă la cârlig: ține ceva mai bine decât nodul de cârlig și poate fi folosit pentru ridicarea obiectelor ușoare de sub apă
- nodul „gură de știucă”: este un nod foarte rezistent și care nu permite filarea; poate fi folosit la efectuarea legăturii la un cârlig supus la tracțiune mare;
- nodul de remorcă: a cărui folosire este definită prin denumirea ce o poartă.

## Noduri speciale
Nodurile speciale sunt o categorie de noduri în care intră nodurile cu alte întrebuințări decât nodurile precedente sau presupun o execuție specială. Dintre acestea, cele mai utilizate sunt:
- nodul de bandulă: este un nod obținut printr-o înfășurare, care se execută la capătul liber al saulei de bandulă pentru ca saula să nu scape din mână pe timpul filării
- nodul „picior de câine”: care se întrebuințează la scurtarea unei parâme sau eliminarea de sub tracțiune a unei porțiuni de parâmă mai slabă (roasă) fără a se tăia parâma;
- nodul de gripie: este un nod special ce se execută pentru a lega o parâmă de diamantul unei ancore
- nodul de sart: este de fapt un întinzător de sart din parâmă vegetală, care leagă un inel din punte cu rodanța unei parâme;
- nodul de capelatură: care se folosește pentru susținerea unui școndru sau arbore cu sarturi și straiuri
- nodul de schelă: care este folosit pentru atârnarea schelelor de lucrări la bordaj; parâma folosită trebuie să aibă o grosime de minimum 25 mm.

## Noduri decorative
Nodurile decorative au început să fie dezvoltate în secolul al XIX-lea de către marinarii de pe clipere. Cele mai folosite sunt:
- nod „pumn de maimuță”: folosit la capătul saulelor sau parâmelor pentru a le îngreuna, executarea baloanelor de acostare, limbilor de clopote etc
- nod de diamant: se execută în mai multe variante (cubic, semirotund, la două capete, dublu); este folosit la capătul unei parâme pentru șnururi, limbi de clopot
- nod de turban: este unul din cele mai folosite; are de asemenea mai multe variante (clasic, colț, „cruce”, „T”, lung);
- nod sferic: este o combinație de nod pumn de maimuță și de turban; folosit la limbile de clopot, șnururi, brelocuri de chei
- nod stea: preferat în decorarea, șnurilor și a limbilor de clopot, se poate executa în 4, 5 sau 12 fire, care dau și numărul de colțuri[1]
- nuci: sunt noduri decorative executate prin împletirea șfilațelor, șuvițelor sau vițelor de la capătul unei parâme, sau de-a lungul unei parâme; se folosesc la capetele curenților de barcă și ale parâmelor de balustradă, brațele de manevră ale gruielor, capătul de toartă a ghiordelului, parâmele care folosesc ca atârnători de grui sau de tangon. Nucile pot fi:
  - simplă din trei șfilațe la capăt de parâmă
  - dublă din trei șfilațe pe parâmă
  - coroană din șase șfilațe la capăt de parâmă.

## Galerie de imagini

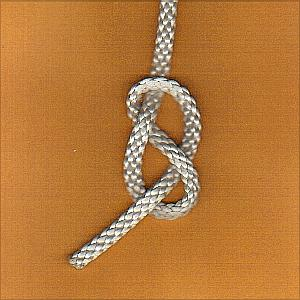
Nod opt
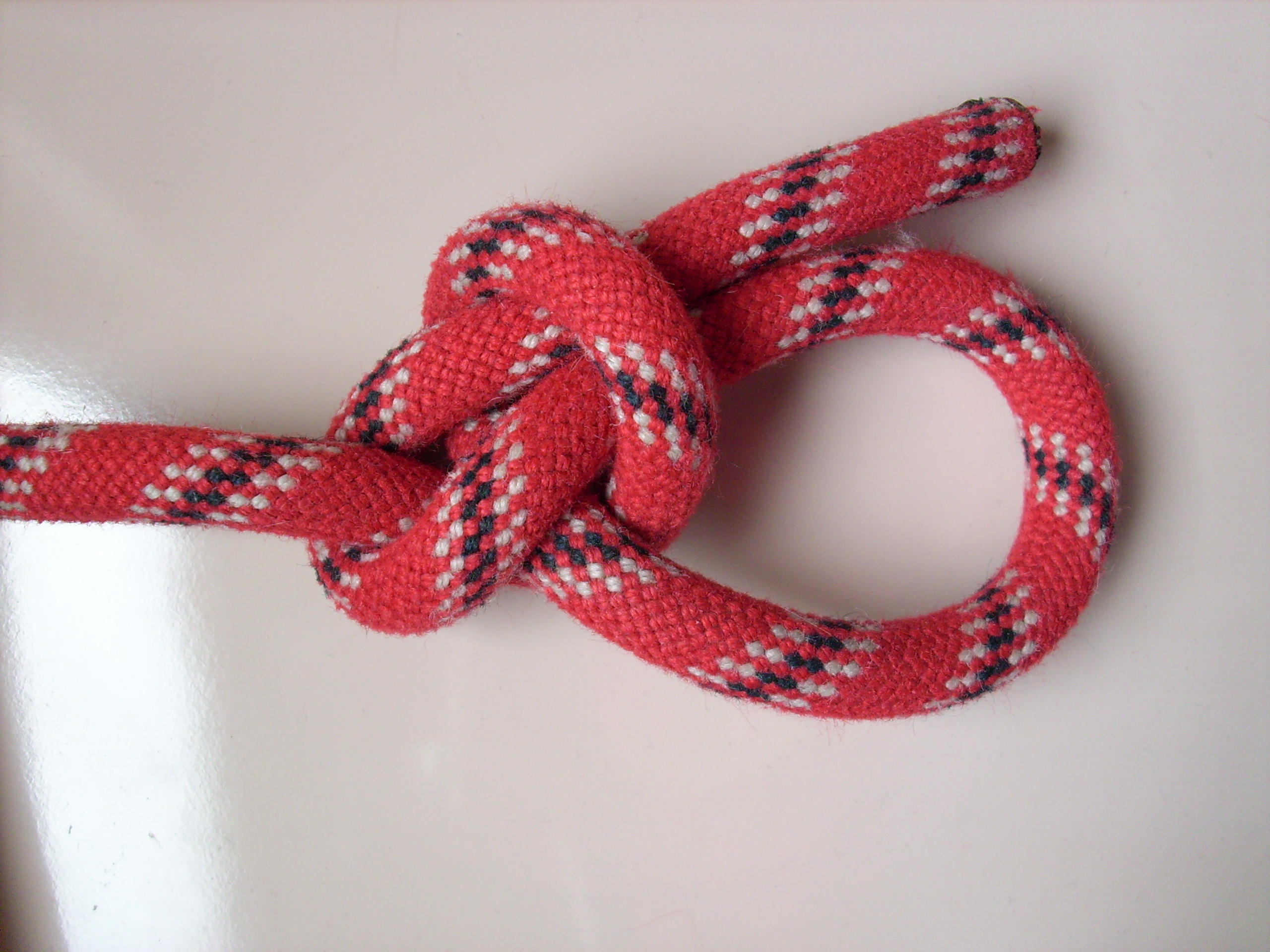
Nod de scaun
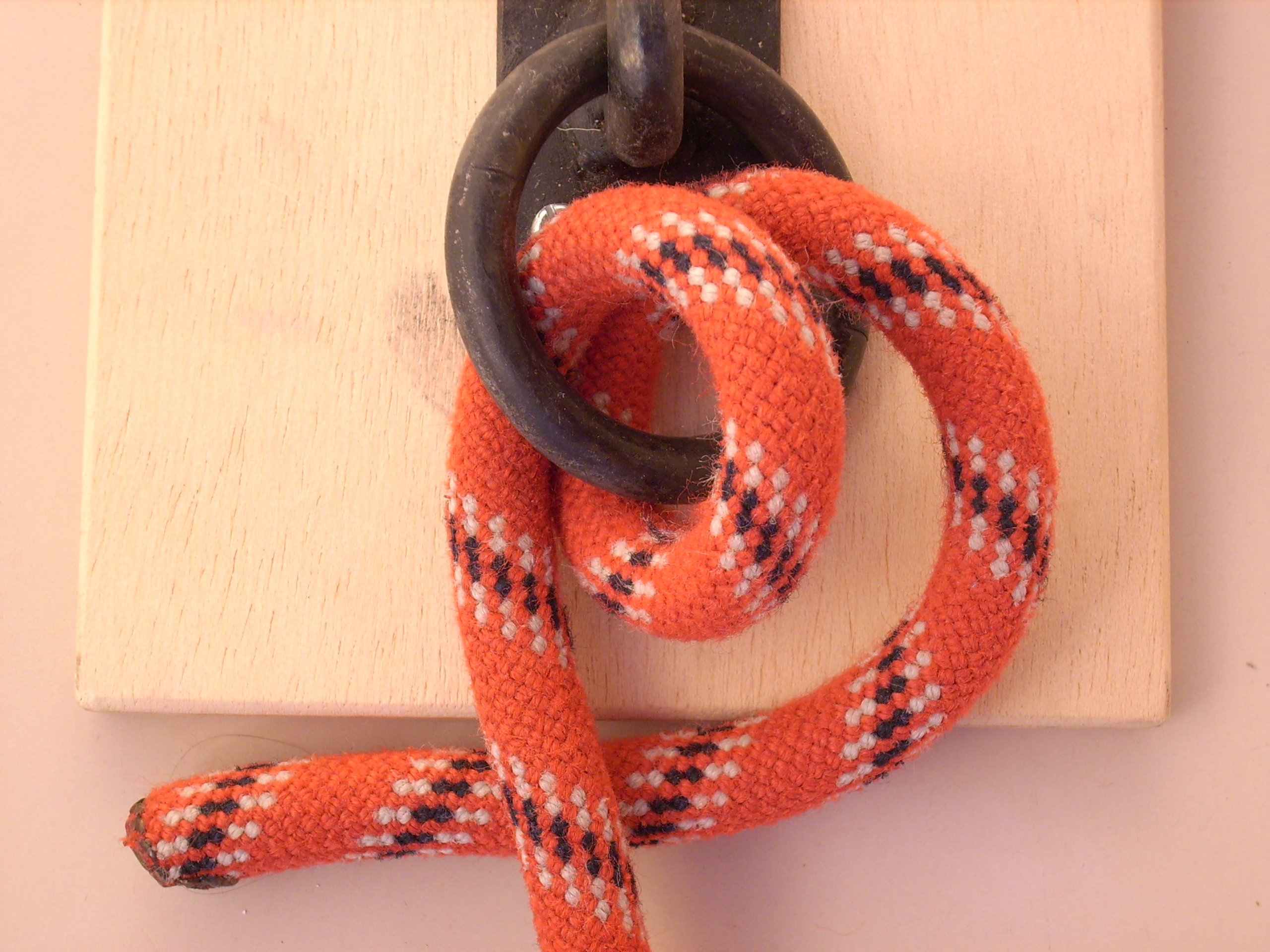
Nod de ancoră
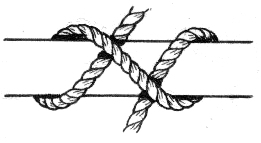
Nod alunecător
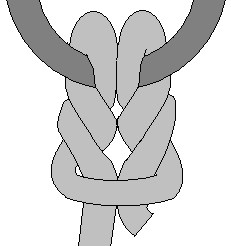
Nod „gură de ştiucă”
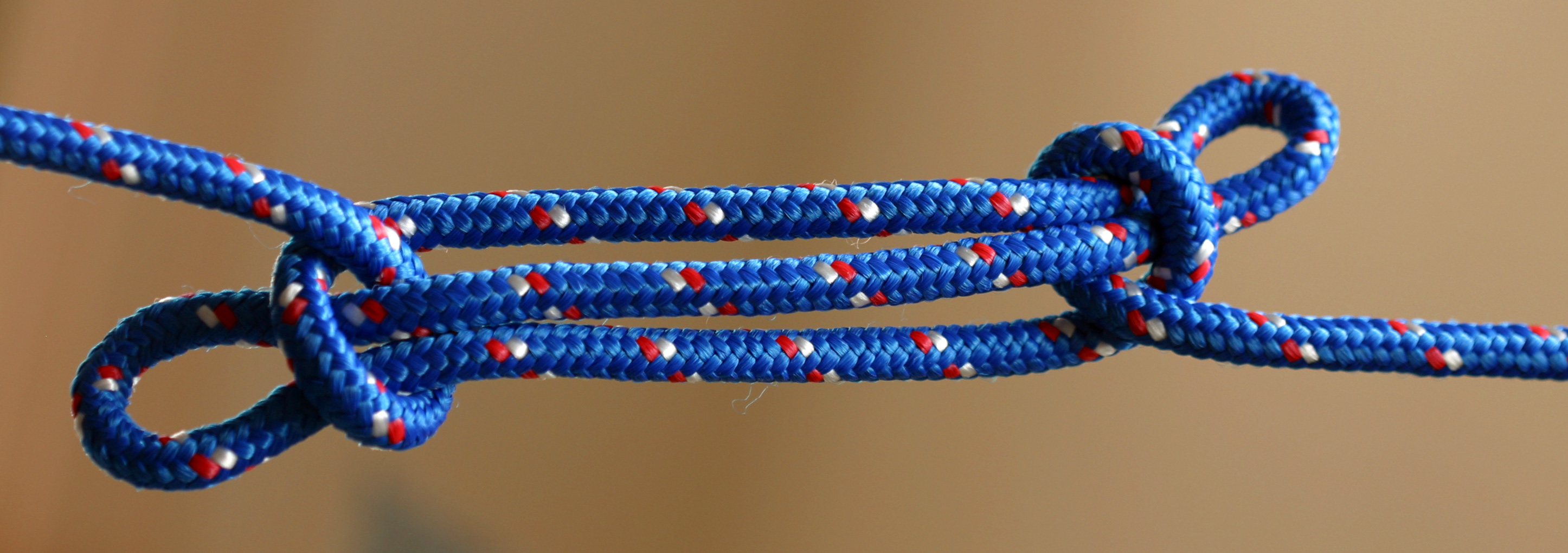
Nod „picior de câine”
Nod lat
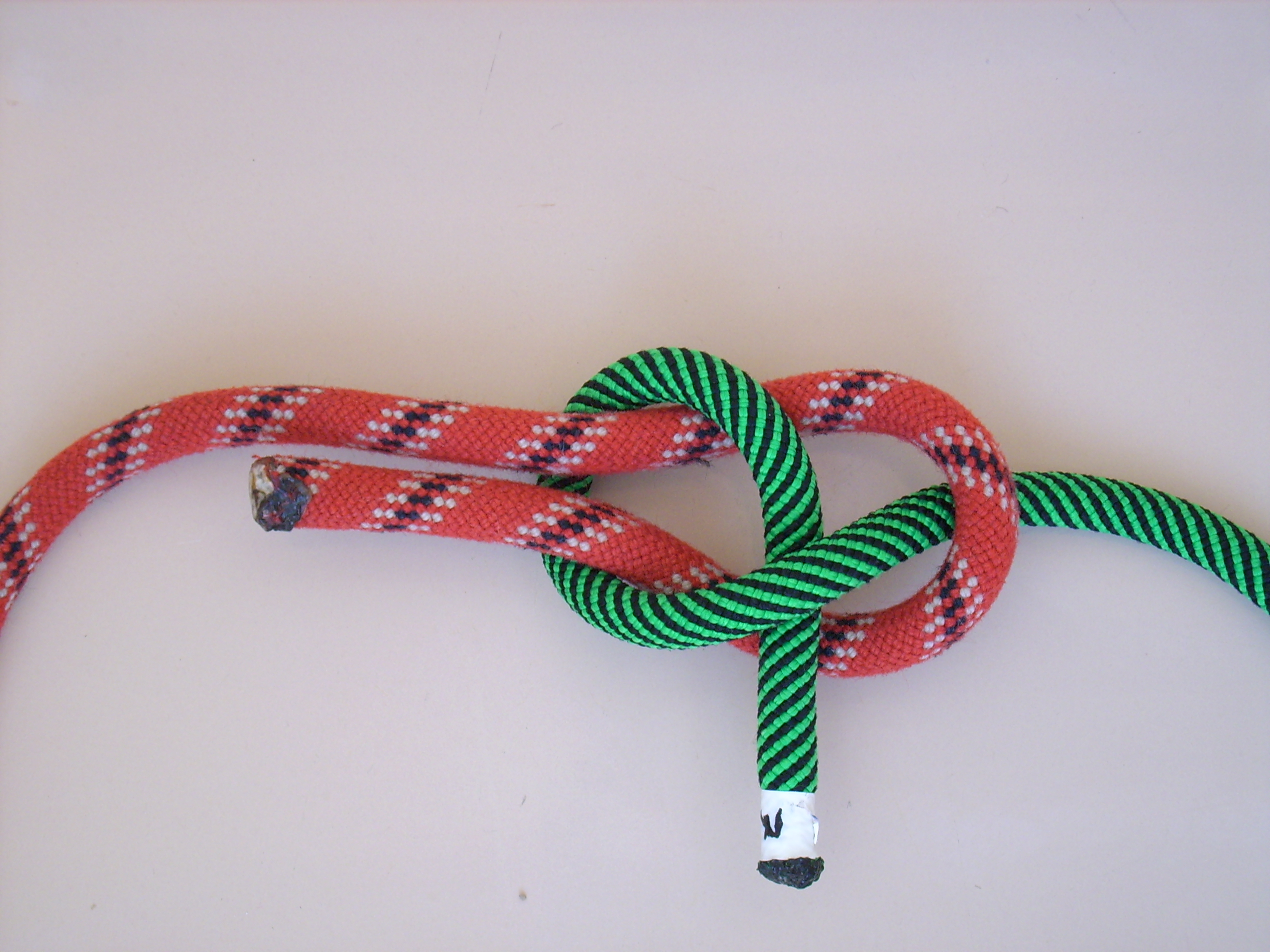
Nod de şcotă
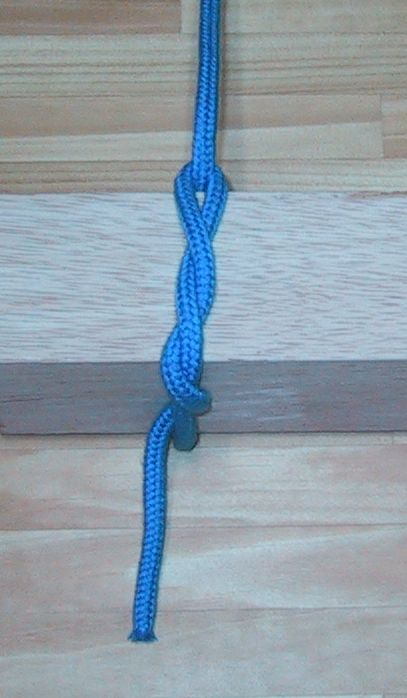
Nod de şcondru
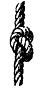
Nodul simplu
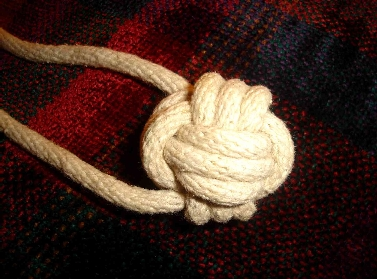
Nod „pumn de maimuță”
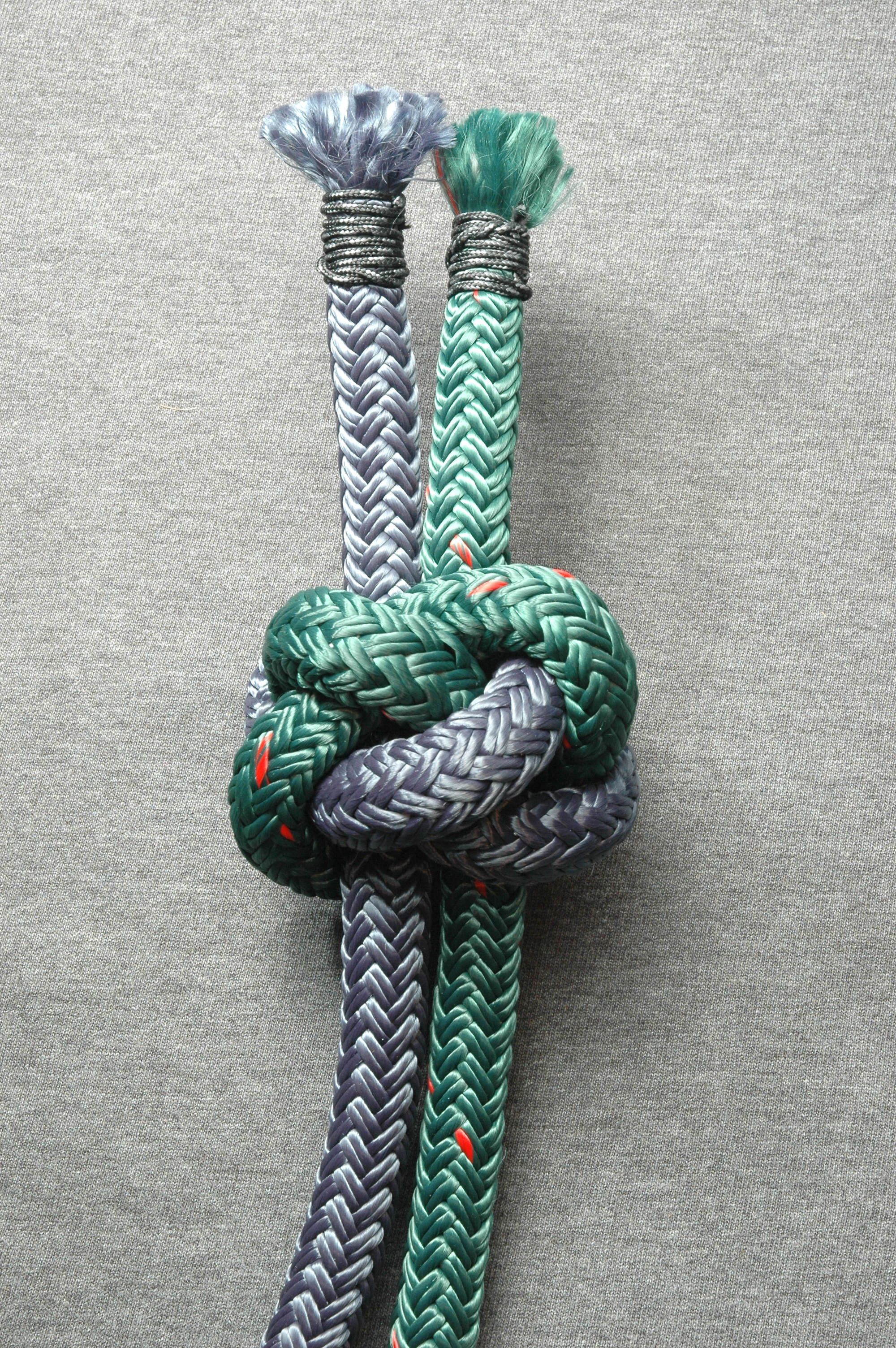
Nod diamant
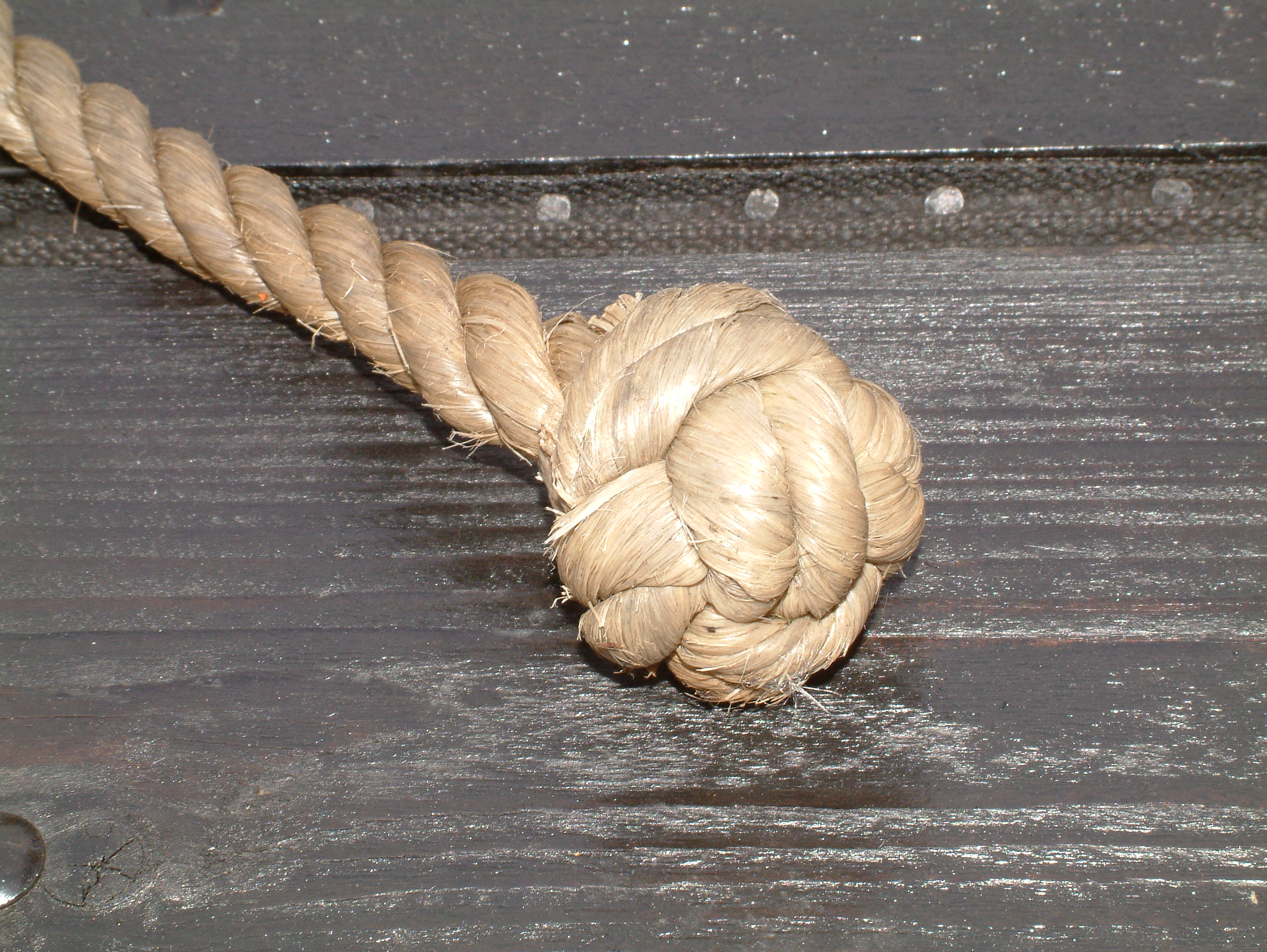
Nod coroană la capăt de parâmă